# Snyder (Texas)
Snyder è un comune (city) degli Stati Uniti d'America e capoluogo della contea di Scurry nello Stato del Texas. La popolazione era di 11 202 abitanti al censimento del 2010.

## Geografia fisica
Secondo lo United States Census Bureau, la città ha una superficie totale di 22,34 km², dei quali 22,26 km² di territorio e 0,08 km² di acque interne (0,36% del totale).
Snyder si trova circa 90 miglia (140 km) a sud-est di Lubbock, 80 miglia (130 km) a nord-ovest di Abilene, 90 miglia (140 km) a nord-est di Midland, e 100 miglia (160 km) a nord di San Angelo.

## Società

### Evoluzione demografica
Secondo il censimento del 2010, la popolazione era di 11 202 abitanti.

### Etnie e minoranze straniere
Secondo il censimento del 2010, la composizione etnica della città era formata dal 79,05% di bianchi, il 3,82% di afroamericani, lo 0,71% di nativi americani, lo 0,46% di asiatici, lo 0,01% di oceanici, il 13,39% di altre razze, e il 2,57% di due o più etnie. Ispanici o latinos di qualunque razza erano il 41,43% della popolazione.